# Renate Schneider (Politikerin, 1939)
Renate Schneider (* 6. Dezember 1939 in Brandenburg an der Havel) ist eine deutsche Politikerin (LDPD, ab 1990 FDP).

## Leben und Beruf
Schneider ist gelernte Textilverkäuferin und war danach von 1961 bis 1990 als Grundschullehrerin für Mathematik und Sport tätig.

## Politische Tätigkeit
Schneider wurde 1962 Mitglied der DDR-Blockpartei LDPD und trat 1990 der FDP bei. In den 1980er Jahren war Schneider Stadtverordnete der LDPD. Von Februar bis Juni 1990 war sie Kreisvorsitzende der LDPD und bis 2000 der FDP; sie ist noch heute (2023) im Kreisvorstand ihrer Partei. Sie war außerdem stellvertretende Vorsitzende im FDP-Bundesvorstand.
Von 1990 bis 1994 saß sie im Landtag Brandenburg und war dort Mitglied der Ausschüsse für Bildung, Jugend und Sport sowie für Wissenschaft, Forschung und Kultur. Ab 1992 war sie auch Parlamentarische Geschäftsführerin der FDP-Fraktion. In dieser Zeit setzte sie sich gemeinsam mit Hinrich Enderlein für den Erhalt der Musikschulen im Land Brandenburg und für die Gründung der Fachhochschule Brandenburg ein. Gemeinsam mit Regine Hildebrandt war sie an der Durchsetzung der Entscheidung beteiligt, die staatlichen Lottomittel neben sozialen Zwecken auch für die Förderung des Sportes einzusetzen. Seit 1993 war Schneider auch viele Jahre die erste Präsidentin des  Landessportbundes Brandenburg.
Von 1997 bis 2016 war sie Mitglied des Kuratoriums der Friedrich-Naumann-Stiftung für die Freiheit.